# Hans-Albrecht Körner
Hans-Albrecht Körner (* 9. Mai 1926 in Goslar; † 4. November 1990 ebenda) war ein niedersächsischer Politiker (CDU) und Mitglied des Niedersächsischen Landtages.

## Leben
Körner besuchte die Volksschule und später das Gymnasium in Goslar. Im Zweiten Weltkrieg war er zwischen 1943 und 1945 Kriegsteilnehmer in der Kriegsmarine. Er geriet in englische Kriegsgefangenschaft und besuchte nach seiner Entlassung im Herbst 1945 erneut die Schule. Im Jahr 1946 legte er sein Abitur ab. Im Anschluss begann er eine kaufmännische Lehre in Handel und Industrie. Im Jahr 1949 wurde er Inhaber einer Zahnwarengroßhandlung in Goslar. 
Er wurde zum Landesvorsitzenden der Jungen Union gewählt. Ferner war er zweiter Vorsitzender des Evangelischen Arbeitskreises im Landesverband von Braunschweig. Als Präsidiumsmitglied und Distriktleiter für Niedersachsen im Verband des Deutschen Dental-Medizinischen Großhandels war er tätig. Körner wurde in der fünften Wahlperiode zum Mitglied des Niedersächsischen Landtages vom 13. Oktober 1965 bis 5. Juni 1967 gewählt.
Körner verstarb 1990 in Goslar im Alter von 64 Jahren.